# Vierraumhaus

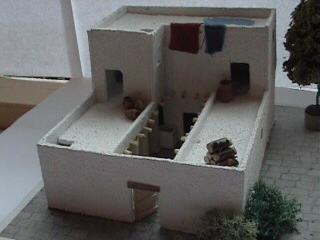
Modell eines typischen sogenannten Vierraumhauses

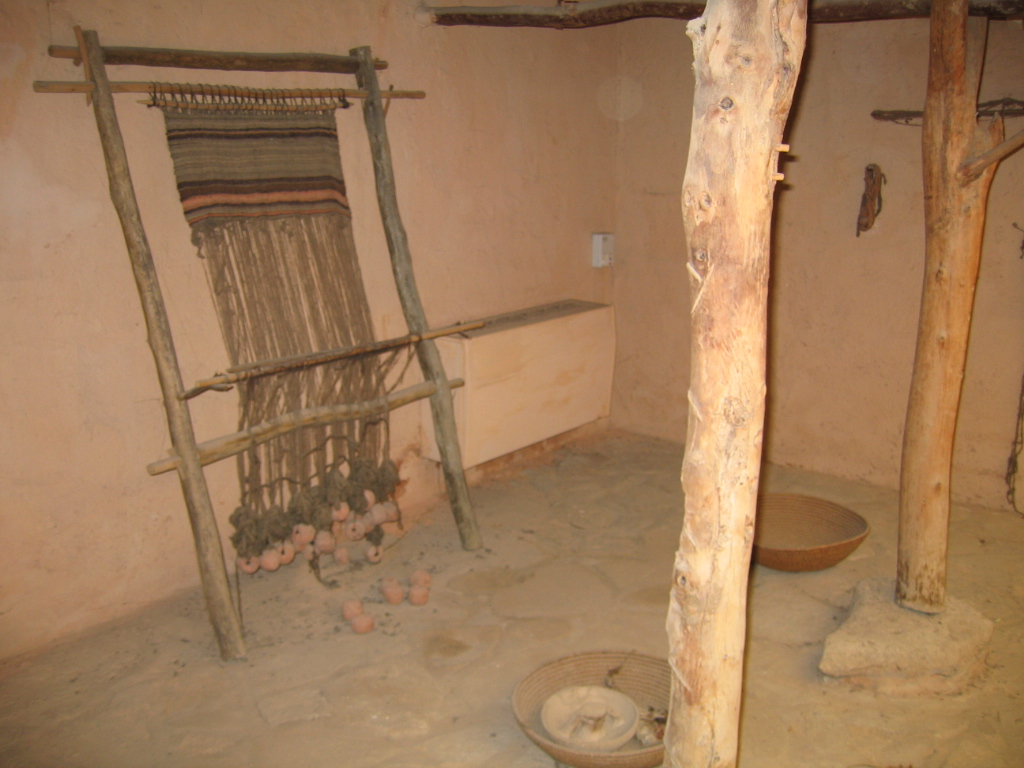
Rekonstruktion eines Hauses aus der israelischen Königszeit, 10.–7. Jahrhundert v. Chr.
Eretz Israel Museum, Tel Aviv, Israel

Als Vierraumhaus wird eine Hausform bezeichnet, die während der Eisenzeit I und II in der südlichen Levante weit verbreitet war. Diese Hausform wird vor allem mit den jüdischen Königreichen des Tanach ("Jüdische Bibel") verbunden.

## Beschreibung
Die Bezeichnung bezieht sich auf die Aufteilung des Grundrisses in vier Bereiche. Dabei sind drei längliche Rechtecke parallel, durch Reihen von Stützen getrennt, angeordnet und werden an einem Ende auf der ganzen Breite von einem querliegenden rechteckigen Raum begrenzt. Obwohl es auch Rekonstruktionsversuche gibt, den ganzen Grundriss als überbaut zu verstehen, so wird doch für die meisten Bauten angenommen, dass der mittlere Raum ein offener Hof war. Dies wird an vielen Stellen durch Unterschiede im Belag und die Dimensionierung der Stützen nahegelegt. Der Eingang befand sich in der Regel auf der dem querliegenden Raum gegenüberliegenden Seite in dem mittigen Hof. 
Es wird angenommen, dass zumindest der querliegende Bereich oftmals ein oberes Geschoss besaß, das die Wohnräume enthielt. Die Bereiche links und rechts des Hofes dienten dem Handwerk, der Landwirtschaft und der Viehhaltung.